# Horisme longispicata
Horisme longispicata är en fjärilsart som beskrevs av Fletcher 1956. Horisme longispicata ingår i släktet Horisme och familjen mätare. Inga underarter finns listade i Catalogue of Life.